# Window Rock
Window Rock – miejscowość w Stanach Zjednoczonych, w stanie Arizona, w hrabstwie Apache. Leży na terenie rezerwatu Indian Nawaho i jest stolicą "Kraju Nawaho", siedzibą władz (ang. Navajo Nation Council). Nazwa miejscowości pochodzi od formacji skalnej w postaci okna skalnego (ang. Window Rock) znajdującej się w bezpośrednim sąsiedztwie miasta.

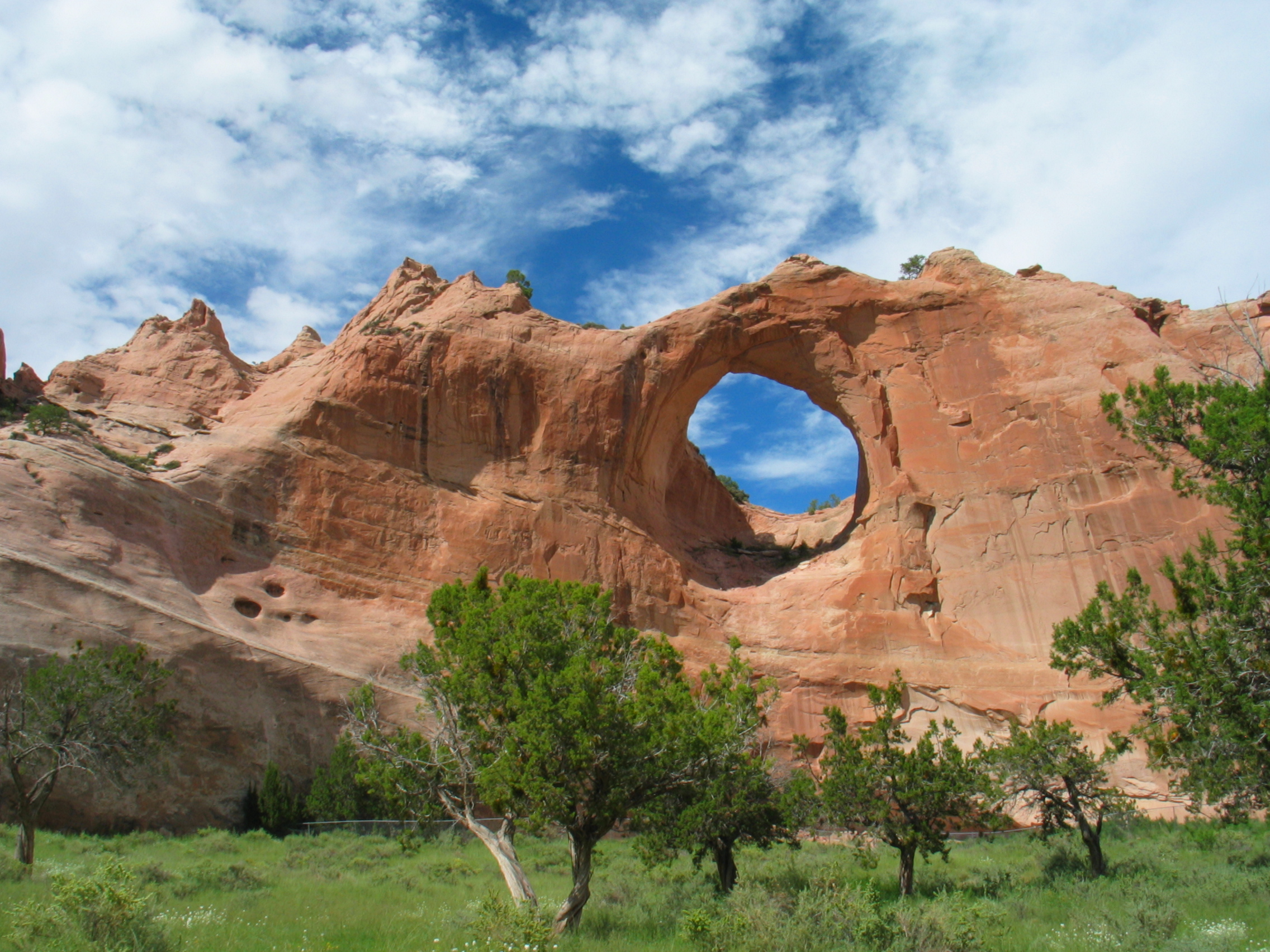
Formacja Window Rock

W bezpośrednim sąsiedztwie formacji w 2007 roku odsłonięto pomnik z brązu upamiętniający indiańskich szyfrantów walczących w czasie II wojny światowej na Pacyfiku. Pomnik przedstawia blisko 3-metrową, klęczącą postać indiańskiego żołnierza rozmawiającego przez radio. Jest on autorstwa Oreland Joe, rzeźbiarza o pochodzeniu Nawaho i Ute.
W miejscowości znajduje się Ogród Zoologiczny i Botaniczny Ludności Nawajo (ang. Navajo Nation Zoological and Botanical Park), w którym prezentowane są zwierzęta i roślinność kraju Nawaho. Park czynny jest od poniedziałku do soboty, wstęp jest wolny.